# Ткаченко Марія Михайлівна
Марія Михайлівна Ткаченко (? — ?) — українська радянська діячка, агроном колгоспу «Більшовик» Теофіпольського району Хмельницької області. Депутат Верховної Ради УРСР 4-го скликання.

## Біографія
Здобула сільськогосподарську освіту.
Після закінчення німецько-радянської війни працювала агрономом Теофіпольської машинно-тракторної станції (МТС) Теофіпольського району Кам'янець-Подільської області.
На 1955 рік — агроном колгоспу «Більшовик» Теофіпольського району Хмельницької області.